# Bernhard Braubach
Bernhard Michael Braubach (* 12. April 1820 in Köln; † 12. September 1893 ebenda) war Mediziner und Mitglied des Deutschen Reichstags.

## Leben
Braubach besuchte das Friedrich-Wilhelm-Gymnasium in Köln und machte sein Abitur im Jahre 1838. Er studierte Medizin in Heidelberg, Bonn und Berlin. Er promovierte 1843 und vollendete das Staatsexamen 1844. Danach diente er beim 2. Garde-Infanterie-Regiment in Berlin und unternahm umfangreiche Reisen. Braubach war längere Jahre Stadtverordneter in Köln und seit 1870 Präsident des Hilfsvereines Köln der Johanniter-Maltesergenossenschaft.
Von 1887 bis 1890 war er Mitglied des Deutschen Reichstags für den Wahlkreis Köln-Stadt und die Deutsche Zentrumspartei.